# Penthimia dorsimaculata
Penthimia dorsimaculata är en insektsart som beskrevs av Kae Kyoung Kwon och Lee 1978. Penthimia dorsimaculata ingår i släktet Penthimia och familjen dvärgstritar. Inga underarter finns listade i Catalogue of Life.